# Arturo Luz

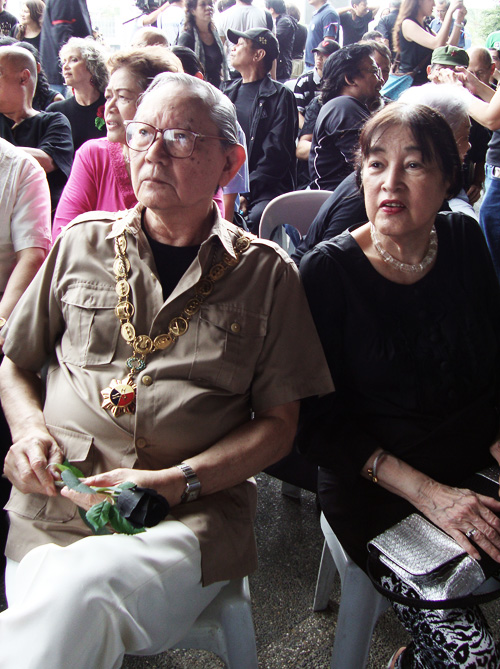
Arturo Luz

Arturo R. Luz (Manilla, 20 november 1926 – 26 mei 2021) was een Filipijns beeldend kunstenaar. Hij werd in 1997 uitgeroepen tot nationaal kunstenaar van de Filipijnen.

## Biografie
Arturo Luz werd geboren op 20 november 1926 in de Filipijnse hoofdstad Manilla. Hij was het jongste kind van Valeriano Luz en Rosario Dimayuga, beiden afkomstig uit Lipa in de provincie Batangas. Luz kreeg na de Tweede Wereldoorlog les in de schilderkunst van Pablo Amorsolo, de broer van Fernando Amorsolo. Hij studeerde korte tijd beeldende kunst aan de University of Santo Tomas, waarna hij een beurs kreeg voor een driejarige opleiding aan het California College of Arts and Craft. Aansluitend studeerde hij nog aan de Brooklyn Museum Art School in New York in 1950 en de Academie de la Grande Chaumiere in Parijs in 1951.
Het werk van Luz in zijn algemeenheid kenmerkt zich door simpliciteit en terughoudendheid. In het begin van zijn carrière maakte hij figuratieve kunst. Bekende werk uit deze periode zijn Lavandera (1946), Bagong Taon (1952), Awit (1953), City (1959), Anito Sculpture (1960). Vanaf 1969 legde hij zich toe op abstracte kunst. Enkele belangrijke werken van Luz uit deze periode zijn Painted Steel (1979), Bagong Taon (1997) en Man with Guitar (1997). In 1960 begon hij zijn eigen kunstgalerie Luz Gallery, die uitgroeide tot het meest prestigieuze kunstgalerieën van de Filipijnen. Ook was hij in de periode 1970 tot 1985 directeur van instituten als Design Center of the Philippines (DCP), het Metropolitan Museum of Manila (MET) en het Museum of Philippine Art (MOPA)
Luz was getrouwd met kunstenaar Tessie Ojeda-Luz. Hij overleed op 94-jarige leeftijd.